# Antenna di Piaski
L'Antenna di Piaski (Radiowo telewizyjne Centrum Nadawcze in Polacco) è un impianto destinato principalmente alla radiodiffusione di onde radio FM e per la diffusione di programmi televisivi situato nei pressi della cittadina di Piaski nel Voivodato di Lublino.

## La struttura
Il trasmettitore utilizza un'antenna radio di ben 342 metri di altezza. I lavori per la sua costruzione iniziarono nel 1990; subito dopo la sua inaugurazione la torre era la seconda struttura più alta della Polonia.
Successivamente, dopo il collasso dell'antenna radio di Varsavia è passata al quarto posto.